# Falla Fagnano-Magallanes
La falla Fagnano-Magallanes (conocida con ambos nombres), es un sistema de fallas regional que forma parte del límite transformante entre las placas tectónicas Sudamericana y Scotia. La falla mantiene un rumbo aproximadamente Este-Oeste desde la boca occidental del estrecho de Magallanes, cruzando la Isla Grande de Tierra del Fuego a lo largo del seno Almirantazgo y el lago Fagnano, y continuando hacia el Este a lo largo de los valles del río Turbio y del río Irigoyen. La falla continúa costa afuera surcando la Plataforma Continental Argentina al norte de la Isla de los Estados, continuando hacia el Este a lo largo del Arco de Scotia Norte. El movimiento a lo largo de la falla es sinistral, es decir que el bloque sur (Placa Scotia) se mueve hacia el Este con respecto al bloque Norte (Placa Sudamericana).

## Origen
El origen del límite transformante entre las placas Sudamericana y Scotia responde a un cambio en la actividad y configuración tectónica en esta última, que pasó a ser dominada por la tectónica divergente en la dorsal de Sandwich hace aproximadamente 7 millones de años. La instauración del régimen de fallamiento de rumbo en la Dorsal de Scotia Norte se manifestó en la región de Tierra del Fuego por la formación de la falla Fagnano-Magallanes. La velocidad medida con sistemas geodésicos a lo largo de la falla en Tierra del Fuego es de aproximadamente 6 mm por año.

## Actividad histórica-reciente
A lo largo de la traza de la falla Fagnano se han registrado numerosos sismos desde finales del siglo XIX, periodo en el cual existe un registro histórico. En las últimas décadas se mantiene un registro permanente de actividad sísmica con estaciones sismológicas en Tierra del Fuego. Uno de los sismos de mayor magnitud fue el del 17 de diciembre de 1949, que alcanzó 7.8 en la escala de Magnitud de Momento, con epicentro en la región circundante al seno Almirantazgo. Los sismos más habituales son de magnitudes menores a 4 en la escala de Richter.